# Campsicnemus inermipes
Campsicnemus inermipes är en tvåvingeart som beskrevs av Malloch 1932. Campsicnemus inermipes ingår i släktet Campsicnemus och familjen styltflugor. Inga underarter finns listade i Catalogue of Life.